# Christen Dalsgaard
Pour les articles homonymes, voir Dalsgaard.
Christen Dalsgaard, né le 30 octobre 1824 à Skive dans la région du Jutland central au Danemark, et mort le 11 février 1907 à Sorø dans la région du Sjælland, est un peintre danois, également professeur de l'Académie royale des beaux-arts du Danemark. Connu pour ses peintures rurales et ses scènes de la vie quotidienne danoise de l'époque, il appartient à la génération des peintres nationalistes romantiques comme Frederik Vermehren et Julius Exner.

## Biographie
Christen Dalsgaard naît en 1824 au manoir de Krabbelsholm à Skive. Durant sa jeunesse, il s'intéresse à la peinture. Il fait notamment la rencontre du peintre Niels Rademacher (da) qui l'encourage à poursuivre dans cette voie.
Il s'installe en 1841 à Copenhague pour suivre les cours de l'Académie royale des beaux-arts du Danemark. En 1844, il assiste à une conférence du critique et professeur d'art Niels Laurits Høyen. Høyen est alors partisan d'une vision différente de l'art pratiqué par les peintres de l'époque. Il encourage notamment la nouvelle génération à chercher des sujets dans la vie folklorique danoise au lieu de peindre des thèmes d'autres pays, comme l'Italie ou de nombreux peintres vont alors en voyage initiatique. Dalsgaard adhère aux idées de Hoyen.
En 1846, il termine ses études à l'académie sous la direction des peintres et professeurs Christoffer Wilhelm Eckersberg, Johan Ludwig Lund et Martinus Rørbye. Il fait ses débuts lors de l'exposition de printemps de Charlottenborg en 1847.
En 1855, il peint son premier retable pour l'église de sa ville natale. L'année suivante, il réalise l'une des premières œuvres majeures de sa carrière, une peinture représentant une scène de la vie quotidienne intitulée Les Mormons rendent visite à un charpentier du pays (Mormoner på besøg hos en tømrer på landet).
Il épouse Hansine Marie Hansen en 1857 et le jeune couple s'installe à Frederiksberg où ils côtoient les peintres et critiques d'art Constantin Hansen, Niels Lauritz Høyen, Wilhelm Marstrand, P. C. Skovgaard, Vilhelm Kyhn, Godtfred Rump (en) et Frederik Vermehren.
En 1859 et 1861, il reçoit le prix Neuhausen (da), ainsi que la médaille Thorvaldsen en 1861. Il commence à enseigner le dessin à l'académie de Soro en 1862 et devient membre de l'académie royale en 1872. En 1878, il prend part à l'exposition universelle de Paris. En 1879, il peint Je me demande s'il viendra ? (Mon Han Dog ikke Skulle Komme ?), une toile qui rencontre un grand succès et qui montre une jeune femme se tenant dans l'entrebâillement d'une porte, regardant au loin, avec pour aperçu de l'extérieur un paysage agraire et l'horizon.
Entre 1890 et 1900, il travaille sur un ensemble d'illustrations consacrés à la Bible. Il est nommé professeur à l'académie royale en 1892 et quitte alors son poste à Sorø. Il décède à Sorø en 1907 à l'âge de 82 ans.
Ces œuvres sont notamment visibles au Statens Museum for Kunst, au ARoS Aarhus Kunstmuseum, au Sorø Kunstmuseum (da), au Skive Kunstmuseum (da) et au musée Hirschsprung.

## Galerie

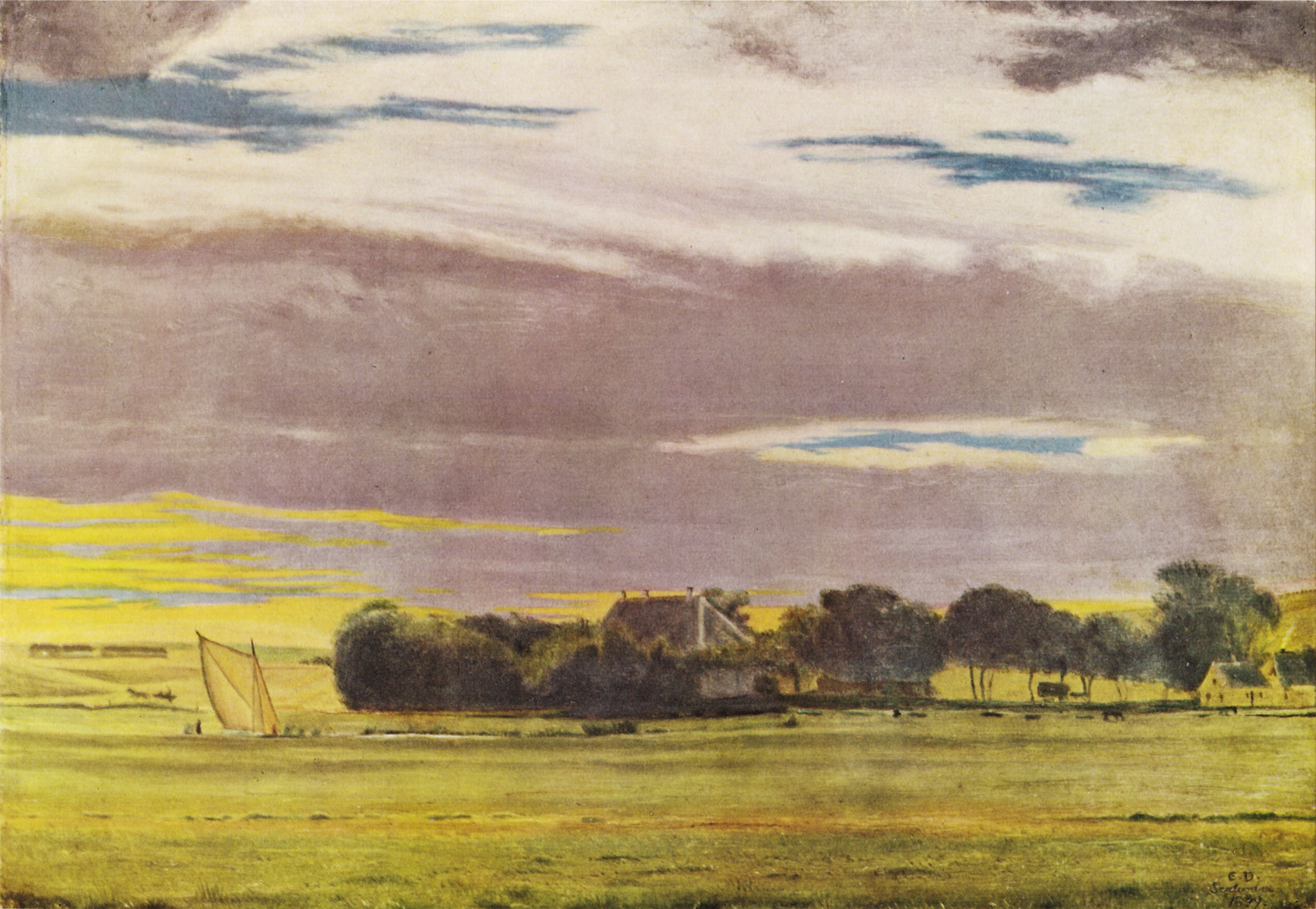
Paysage de la région de Skive avec maison (Landskab fra Skiveegnen med Skivehus, 1849)
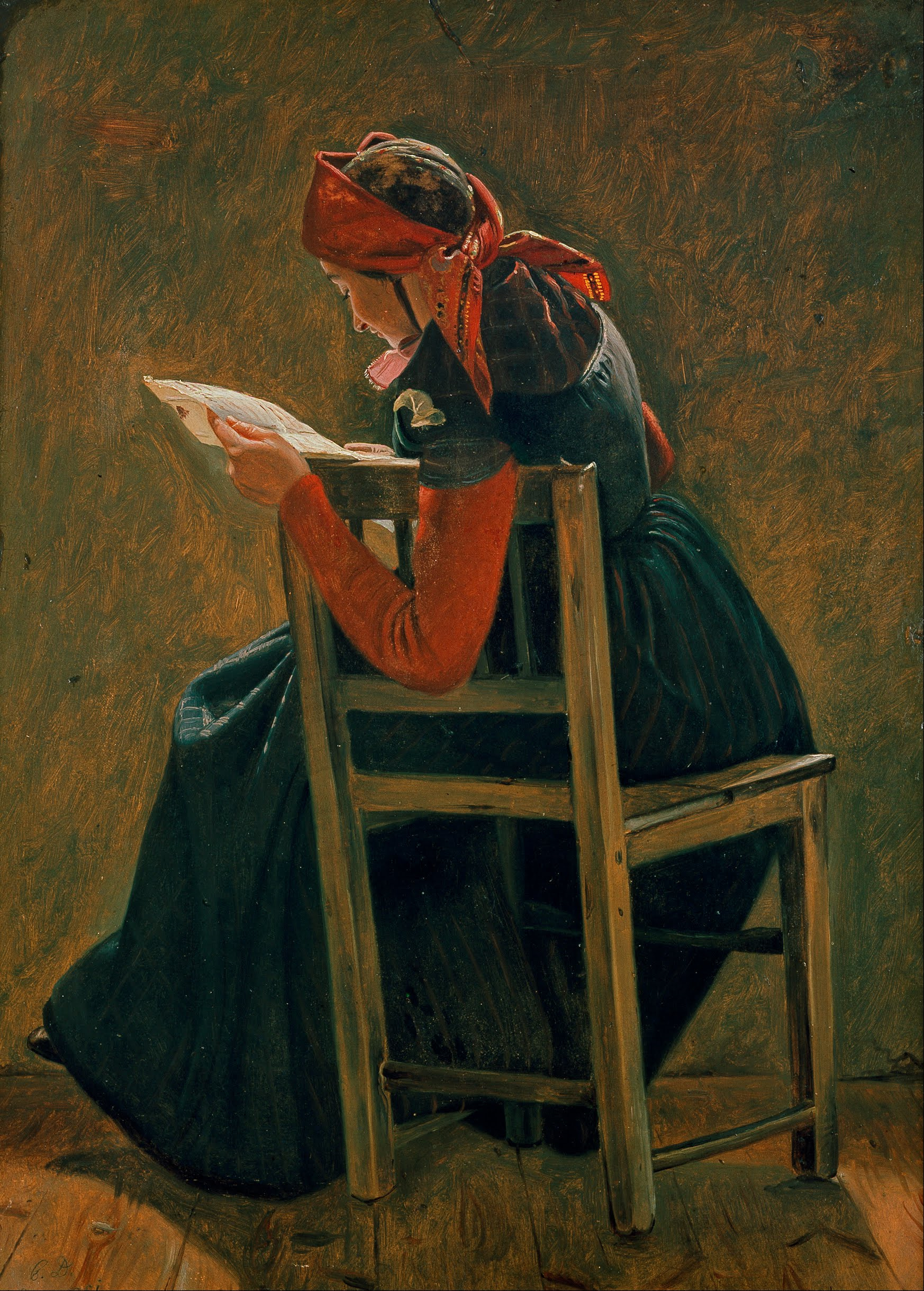
Une jeune fille en train de lire (1851)
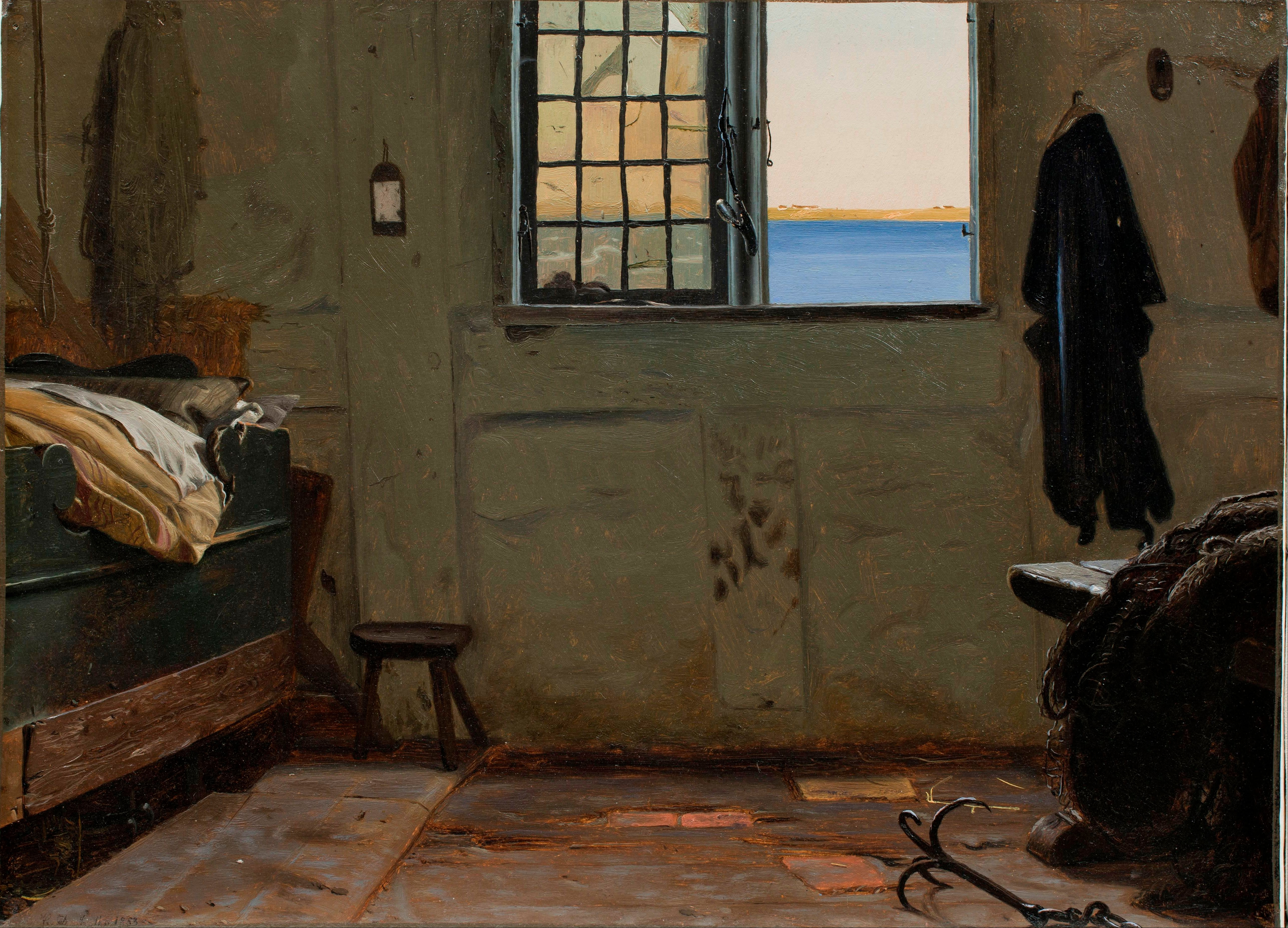
La chambre d'un pêcheur (1853)
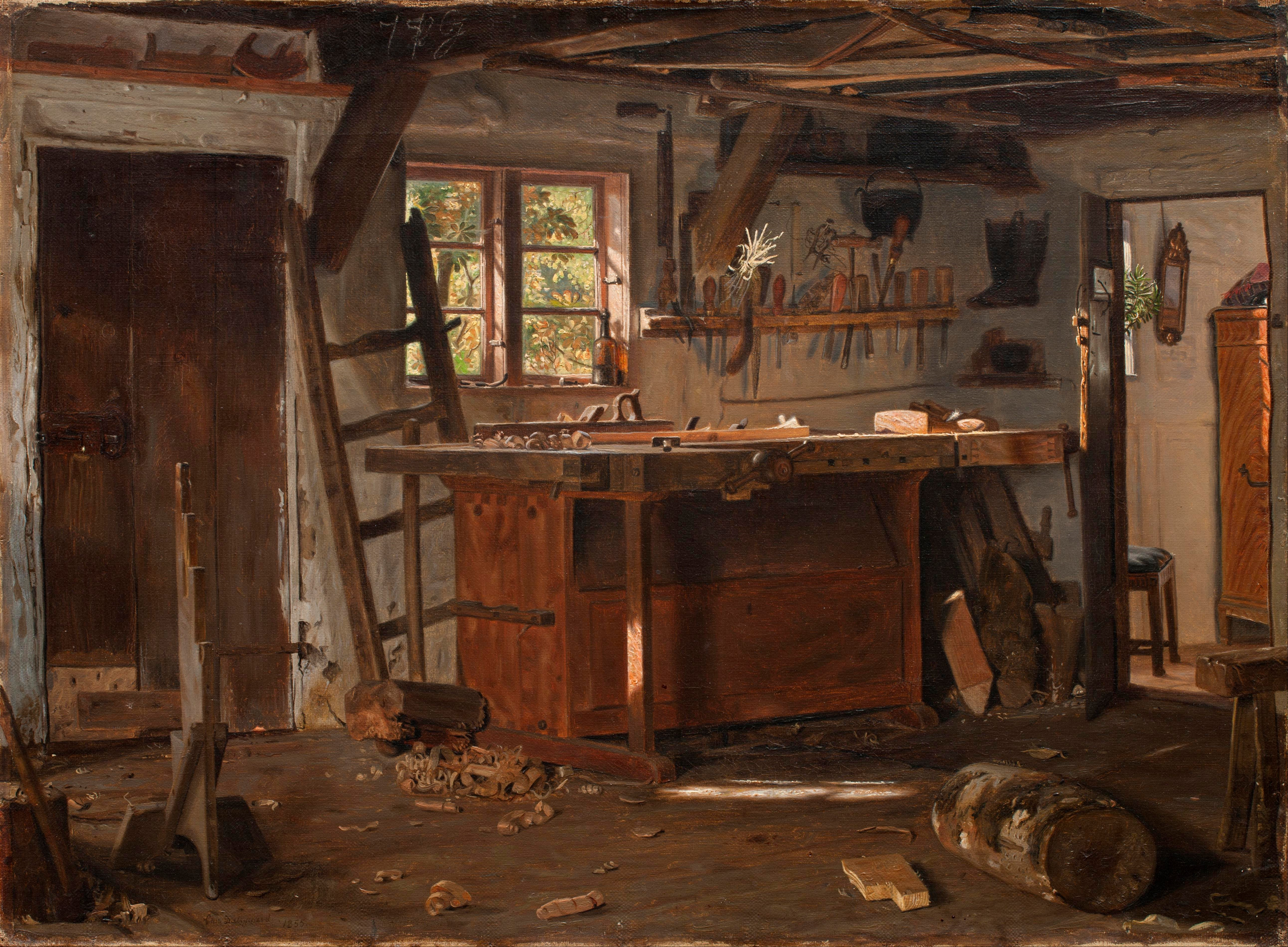
L'atelier du charpentier (1855)
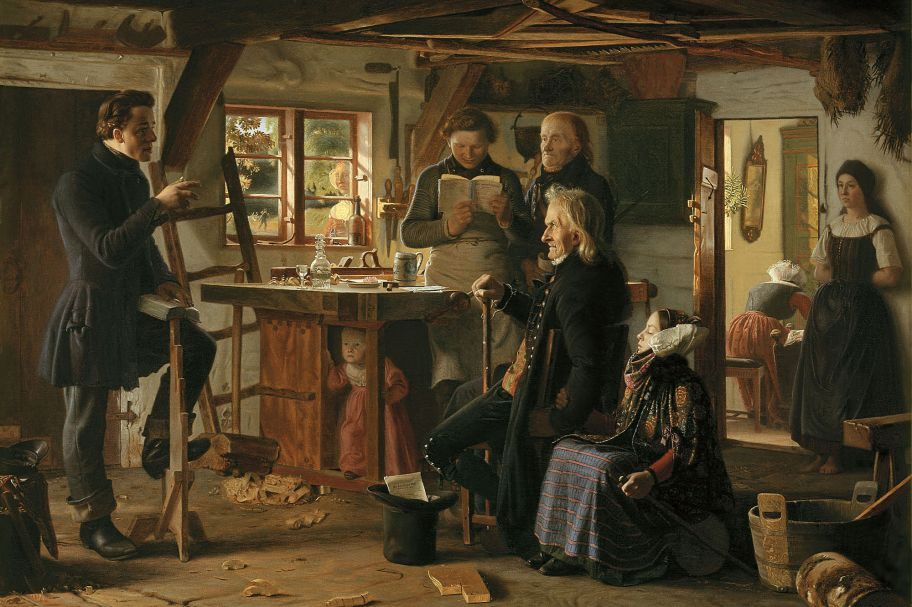
Les Mormons rendent visite à un charpentier du pays (Mormoner på besøg hos en tømrer på landet, 1856)
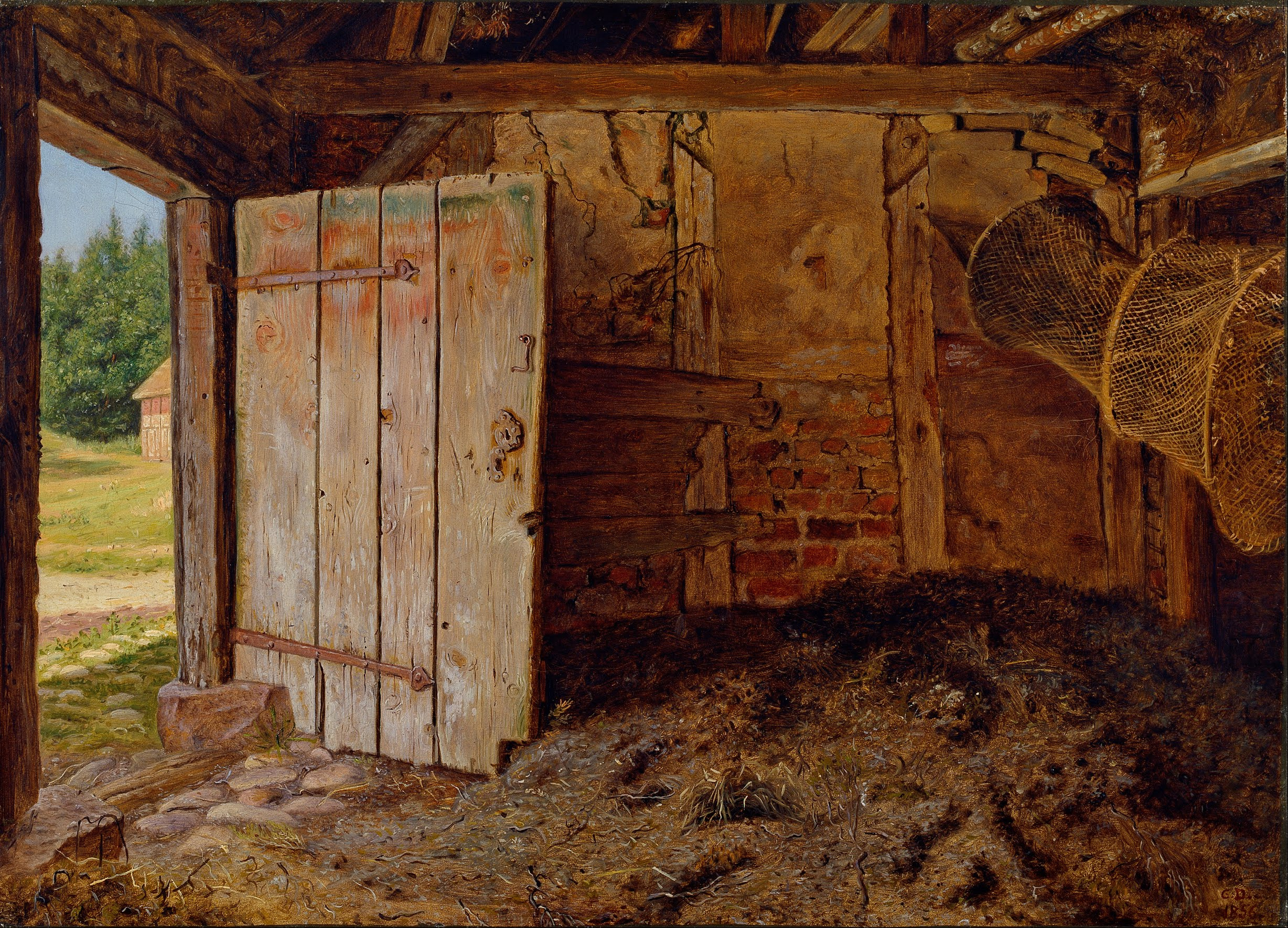
L'intérieur d'un appentis (1856)
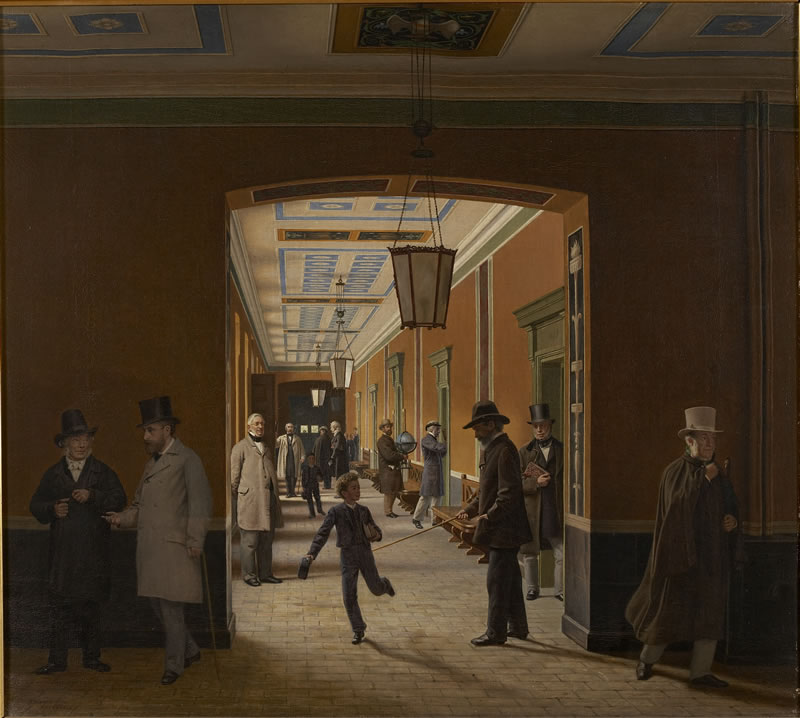
Hall de pierre de l'académie de Sorø (Stengangen på Sorø Akademi, 1871)
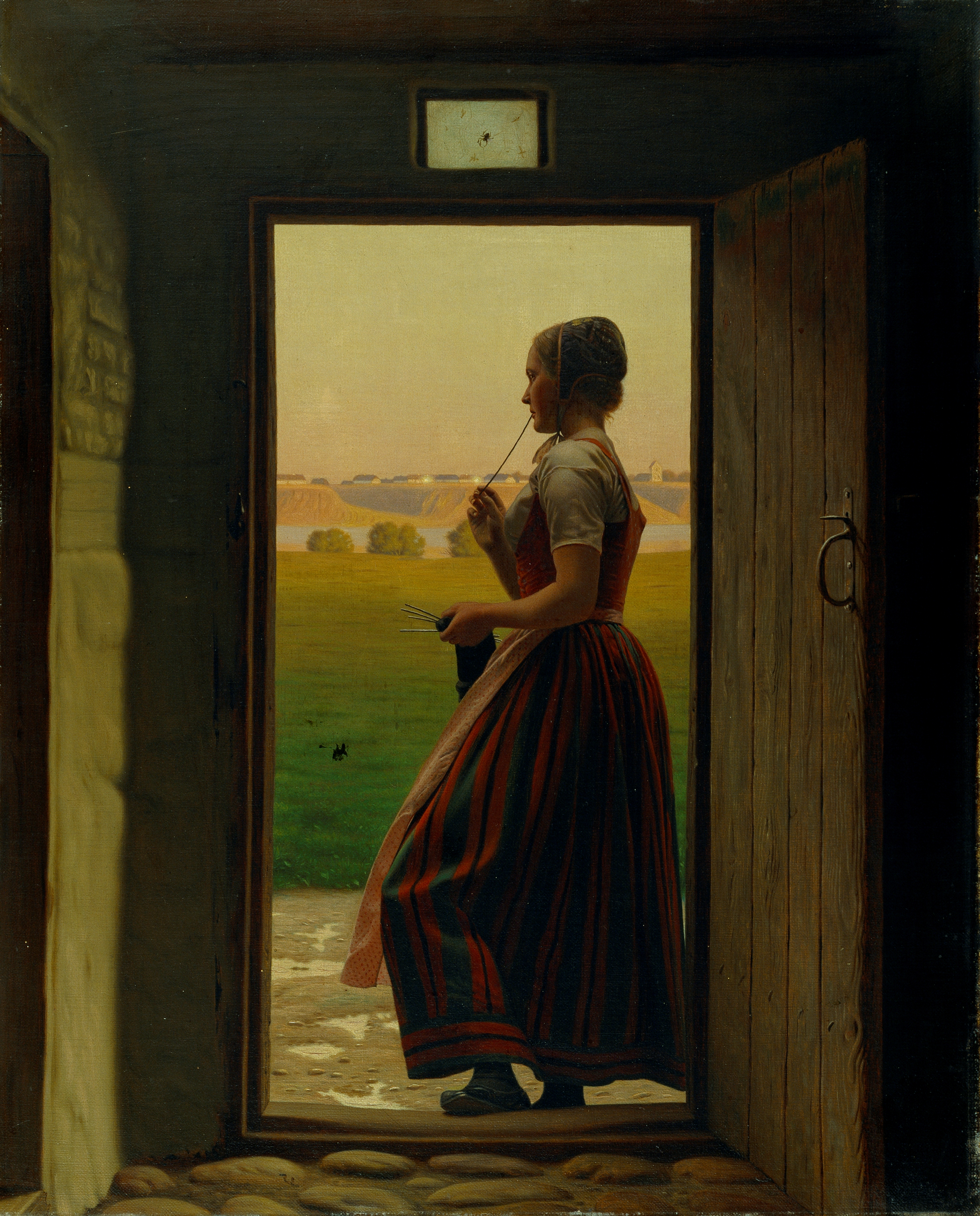
Je me demande s'il viendra ? (Mon Han Dog ikke Skulle Komme ?, 1879)

## Distinctions
- Chevalier de l'ordre de Dannebrog

## Prix et récompenses notables
- Prix Neuhausen (da) en 1859 et 1861,
- Médaille Thorvaldsen en 1861.